# El Kelaa des Sraghna (província)
A província de El Kelaa des Sraghna é uma subdivisão da região Marroquina de Marraquexe-Safim, situada na parte central do país. Tem uma área de 4 193 km² e em 2014 tinha 537 488 habitantes. A sua capital é a cidade de El Kelaa des Sraghna.

## Limites
Os limites da província são:
- Norte: Província de Settat.[3]
- Leste: Província de Azilal.[3]
- Sul: Prefeitura de Marrakech.[3]
- Oeste: Província de Rehamna.[3]

## História
A província foi criada em 1973 a partir da província de Marraquexe. Em 2009 foi dividida em duas províncias: A província de El Kelaa des Sraghna e a província de Rehamna. Em 2015 passou da extinta região de Marrakech-Tensift-Al Haouz. para a região de Marraquexe-Safim.

## Demografia

### Crescimento demográfico
O crescimento demográfico da província foi a seguinte:
| 2004    | 2014    |
| ------- | ------- |
| 754 705 | 537 488 |

Nota: Em 2004 a província incluía a província de Rehamna.

### População urbana e rural
Em 2004 a província tinha 754 705 habitantes, dos quais 181 517 dos habitantes viviam em áreas urbanas e 573 188 em áreas rurais.

## Organização administrativa
Nas áreas urbanas a província divide-se em municípios. Nas áreas rurais a província divide-se em comunas. As comunas contiguas constituem círculos.

### Os municípios
As áreas urbanas da província constituem 4 municípios.
| Municípios           | Área     | Habitantes | Habitantes | Habitantes |
| Municípios           | (em km²) | em 2014    | em 2004    | em 1994    |
| -------------------- | -------- | ---------- | ---------- | ---------- |
| El Kelaa des Sraghna | 26,96    | 95 224     | 68 694     | 51 404     |
| Laattaouia           | 26,18    | 30 315     | 20 237     | 11 219     |
| Tamallalt            | 26,76    | 16 539     | 12 212     | 8 701      |
| Sidi Rahhal          | 31,02    | 9 906      | 6 352      | 6 292      |

Localizações dos munícipios, dentro da província
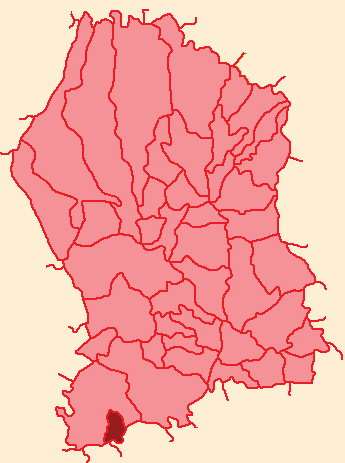
Localização do município de Sidi Rahhal
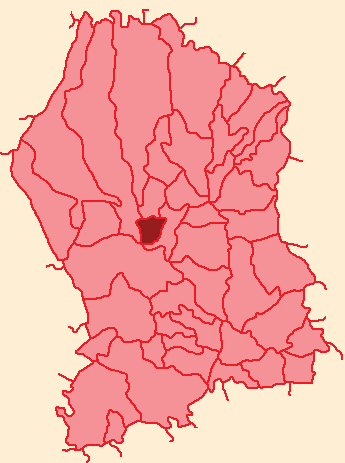
Localização do município de El Kelaa des Sraghna
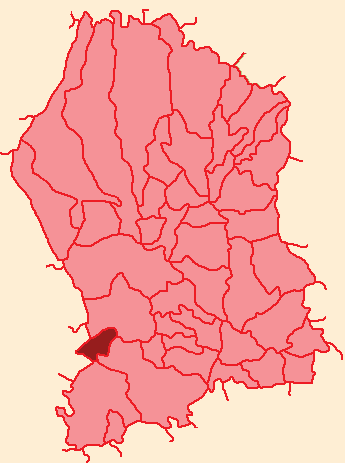
Localização do município de Tamallalt
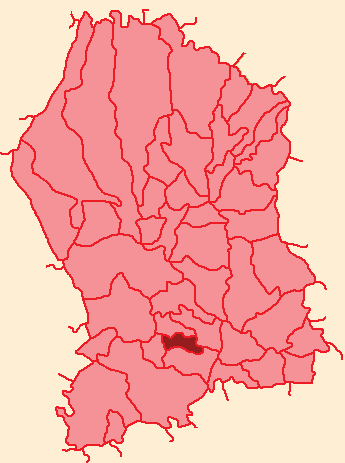
Localização do município de Laattaouia

### Os círculos e as comunas
As áreas rurais da província constituem 39 comunas, agrupadas em 3 círculos.

#### Circulo deEl Kelaa Des Sraghna
Circulo constituído por 21 comunas, com 172 632 habitantes (em 2014).

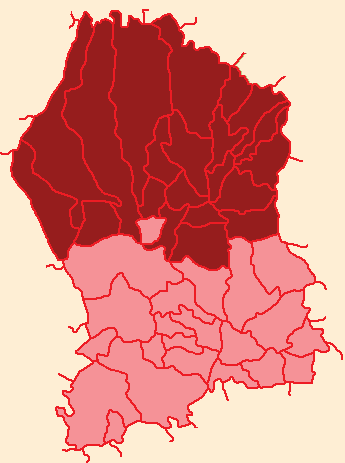
Localização do circulo de El Kelaa Des Sraghna, dentro da província.

| Comunas            | Habitantes em 2014 |
| ------------------ | ------------------ |
| Chtaiba            | 9 122              |
| Eddachra           | 7 522              |
| El Aamria          | 9 454              |
| El Marbouh         | 8 774              |
| Errafiaya          | 5 502              |
| Hiadna             | 11 387             |
| Lounasda           | 10 639             |
| Mayate             | 12 101             |
| Oulad Aamer        | 7 015              |
| Oulad Bouali Loued | 6 822              |
| Oulad Cherki       | 7 399              |
| Oulad El Garne     | 8 150              |
| Oulad Massaoud     | 5 011              |
| Oulad Msabbel      | 6 254              |
| Oulad Sbih         | 6 616              |
| Oulad Yaacoub      | 7 143              |
| Oulad Zarrad       | 12 233             |
| Sidi El Hattab     | 9 421              |
| Sidi Moussa        | 9 704              |
| Taouzint           | 5 651              |
| Znada              | 6 712              |

#### Circulo de Laattaouia
Circulo constituído por 14 comunas, com 146 903 habitantes (em 2014).

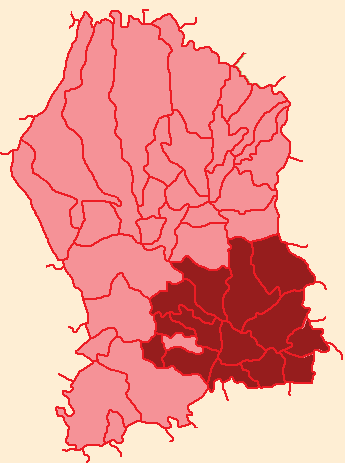
Localização do circulo de Laattaouia, dentro da província.
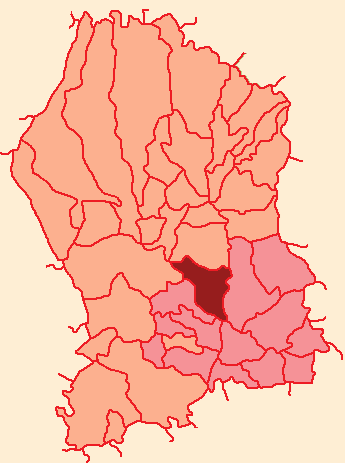
Localização da comuna de Fraita, dentro da província.

| Comunas                | Habitantes em 2014 |
| ---------------------- | ------------------ |
| Assahrij               | 15 385             |
| Bouya Omar             | 14 154             |
| Choara                 | 11 023             |
| Dzouz                  | 11 501             |
| Fraita                 | 11 298             |
| Laatamna               | 10 063             |
| Laattaouia Ech-chaibia | 5 444              |
| Louad Lakhdar          | 9 303              |
| M'Zem Sanhaja          | 10 310             |
| Ouargui                | 10 384             |
| Oulad Aarrad           | 5 606              |
| Oulad Khallouf         | 8 605              |
| Sidi Aissa Ben Slimane | 19 977             |
| Sour El Aaz            | 3 850              |

##### Principais povoações do circulo
- Assahrij localidade pertencente a comuna de Assahrij, tinha 2 011 habitantes em 2014[10].

#### Circulo de Tamallalt
Circulo constituído por 4 comunas, com 65 969 habitantes (em 2014).

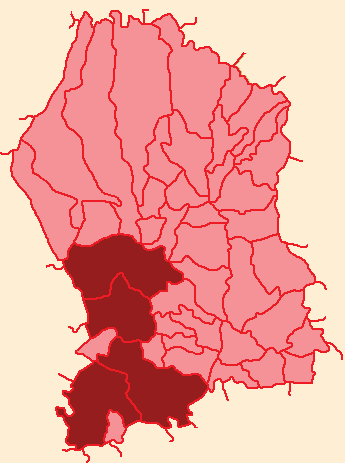
Localização do circulo de Tamallalt, dentro da província.

| Comunas         | Habitantes em 2014 |
| --------------- | ------------------ |
| Jbiel           | 11 376             |
| Jouala          | 11 168             |
| Zemrane         | 14 338             |
| Zemrane Charqia | 29 087             |

## Floresta
A província possui uma área floresta de aproximadamente 3.000 hectares.